# Leucanopsis zacualpana
Leucanopsis zacualpana là một loài bướm đêm thuộc phân họ Arctiinae, họ Erebidae.